# Liste des phares du Mississippi

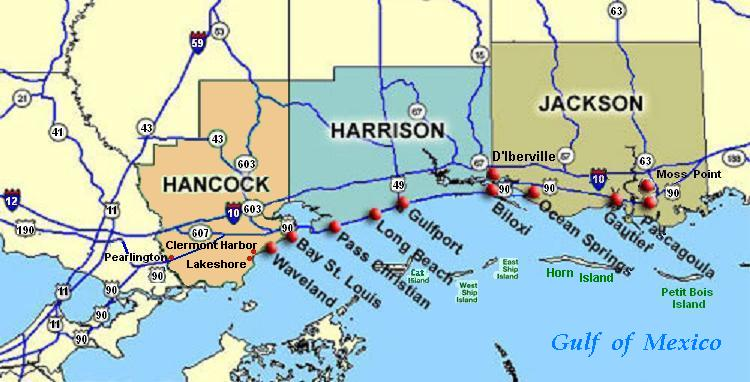
Carte du littoral du Mississippi

La liste des phares du Mississippi dresse la liste des phares de l'État américain du Mississippi répertoriés par la United States Coast Guard (de la frontière de la Louisiane à celle de l' Alabama). 
Les aides à la navigation en Louisiane sont gérées par le huitième district de l' United States Coast Guard , mais la propriété (et parfois l’exploitation) de phares historiques a été transférée aux autorités et aux organisations de préservation locales.
Leur préservation est assurée par des sociétés locales de la American Lighthouse Foundation (en) et sont répertoriés au Registre national des lieux historiques (*).

## Comté de Handcock
- Phare du Lac Borgne (Détruit)
- St. Joseph Island Light (en)

## Comté de Harrison
- Phare de Biloxi *
- Phare de Cat Island (Détruit)

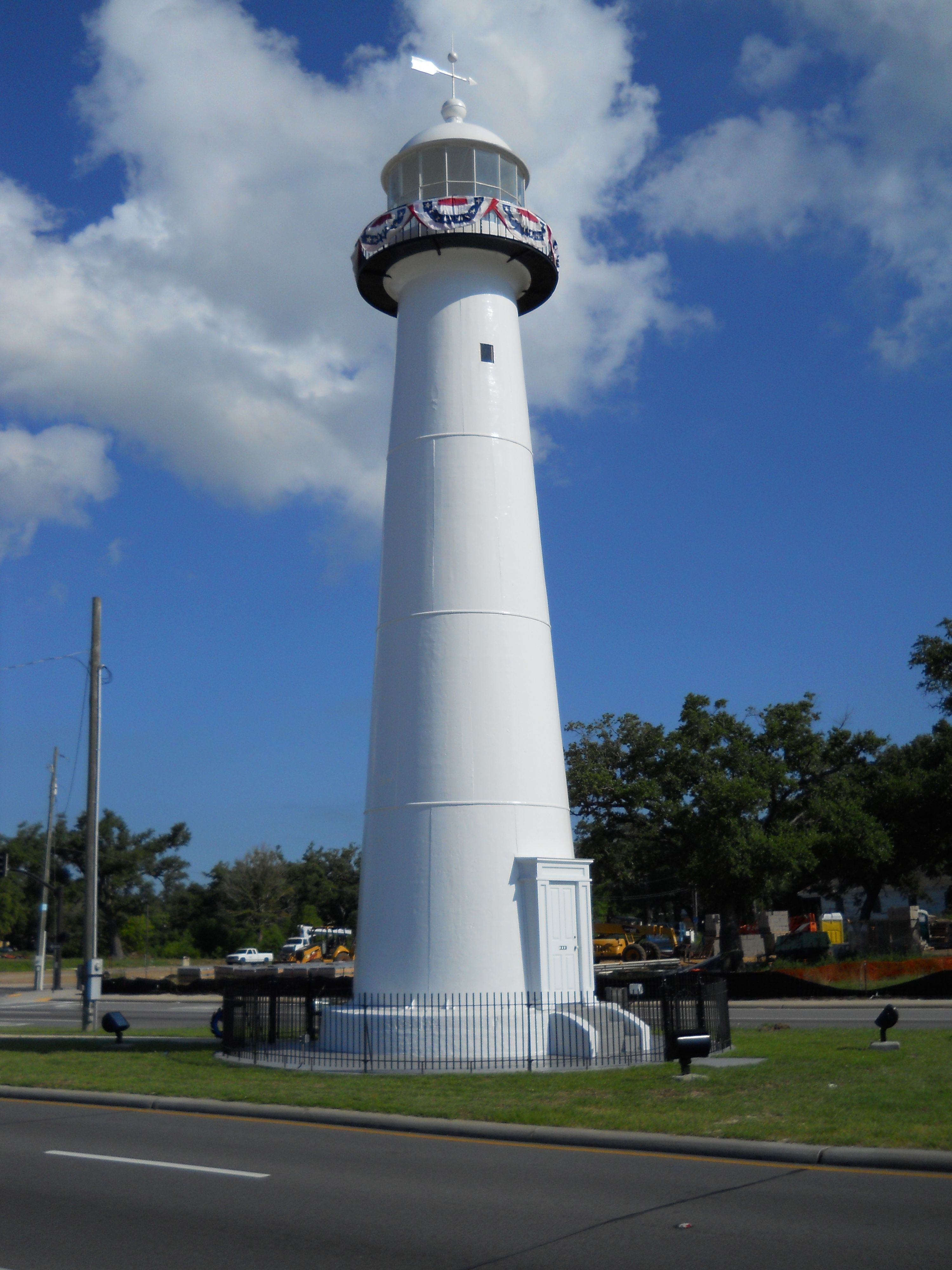
Biloxi

- Phare de Merrill Shell Bank (Désactivé)
- Pass Christian Light (en)
- Phare de Ship Island
- Phare de Broadwater Beach Marina
- Phare de Gulfport Harbor

## Comté de Jackson
- East Pascagoula River Light (en)
- Phare de l'île Horn (Mississippi) (Désactivé)
- Phare de Round Island (Mississippi) * (Inactif)